# Maximilian von Negelein
Maximilian von Negelein (* 17. September 1852 in Groß Strehlitz, Oberschlesien; † 16. April 1911 in Marburg) war ein deutscher Verwaltungsjurist und Abgeordneter im Königreich Preußen.

## Leben
Er war Angehöriger des Adelsgeschlecht von Negelein und studierte Rechtswissenschaft an der  Kaiser-Wilhelms-Universität in Straßburg. 1874 wurde er im  Corps Palatia Straßburg aktiv. 1885 wurde er kommissarisch, 1886 endgültig als Landrat im damals preußischen Kreis Melsungen berufen. 1894 wechselte er zum (ebenfalls preußischen) Kreis Marburg, wo er bis zu seinem Tod im Amt blieb. Er war Rittmeister der  Preußischen Landwehr. 1899 wurde er als Abgeordneter des Wahlkreises Kassel 10 (Marburg) in das Haus der Abgeordneten gewählt (XIX. Wahlperiode). Er gehörte der Fraktion der Konservativen Partei an. 1904 und 1908 wiedergewählt, kam 1911 in den Kurhessischen Kommunallandtag des Regierungsbezirks Kassel und starb mit 58 Jahren in der 4. Session der XXI. Wahlperiode.

## Weblink
- Negelein, Maximilian Egidius von. Hessische Biografie. (Stand: 10. März 2020). In: Landesgeschichtliches Informationssystem Hessen (LAGIS).